# الحدود الأمريكية المكسيكية
الحدود الأمريكية المكسيكية (بالإسبانية: frontera México–Estados Unidos)‏ هي حدود دولية تفصل المكسيك والولايات المتحدة، وتمتد من المحيط الهادئ في الغرب إلى خليج المكسيك في الشرق. في الحدود مجموعة متنوعة من التضاريس تتراوح من الــ مناطق الحضرية إلى الصحاري الغير صالحة للعيش. تعد حدود المكسيك والولايات المتحدة أكثر الحدود عبورًا في العالم، مع ما يقارب 350 مليون حالة عبور موثقة سنويًا. وهي عاشر أطول حدود بين بلدين في العالم.
يبلغ الطول الكلي للحدود القارية 3,145 كيلومتر (1954 ميل). من خليج المكسيك يتبع مسار ريو غراندي إلى المعبر الحدودي في سيوداد خواريز وتشيهواهوا وإل باسو (تكساس)، غربًا من إل باسو خواريز تعبر المساحات الشاسعة من صحاري تشيهواهوا وسونورا إلى دلتا نهر كولورادو وسان دييغو-تيخوانا قبل أن تصل إلى المحيط الهادئ.

## الجغرافيا
تمتد الحدود بين المكسيك والولايات المتحدة على مسافة 3,145 كيلومتراً (1954 ميل)، بالإضافة إلى الحدود البحرية التي تبلغ 29 كيلومتراً (18 ميل) في المحيط الهادئ و19 كيلومتراً (12 ميل) في خليج المكسيك.
الولايات المتحدة على طول الحدود من الغرب إلى الشرق هي كاليفورنيا وأريزونا ونيو مكسيكو وتكساس، والولايات المكسيكية على طول الحدود هي باها كاليفورنيا وسونورا وتشيهواهوا وكواويلا ونويفو ليون وتاماوليباس. من بين الولايات المتحدة تتمتع ولاية تكساس بأطول امتداد للحدود مع المكسيك، في حين أن ولاية كاليفورنيا هي الأقصر. من بين الولايات في المكسيك تشيهواهوا لديها أطول حدود مع الولايات المتحدة، في حين أن نويفو ليون لديها أقصر الحدود. على طول الحدود هناك (23) مقاطعة أمريكية و (39) بلدية مكسيكية.

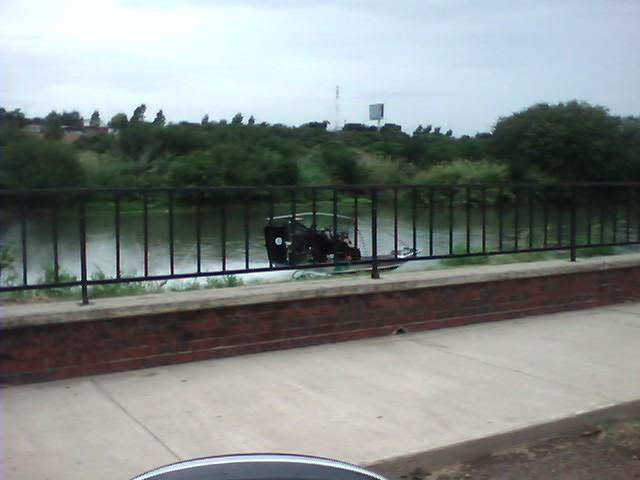
حرس الحدود على قارب يقومون بدوريات في ريو غراندي في لاريدو، تكساس
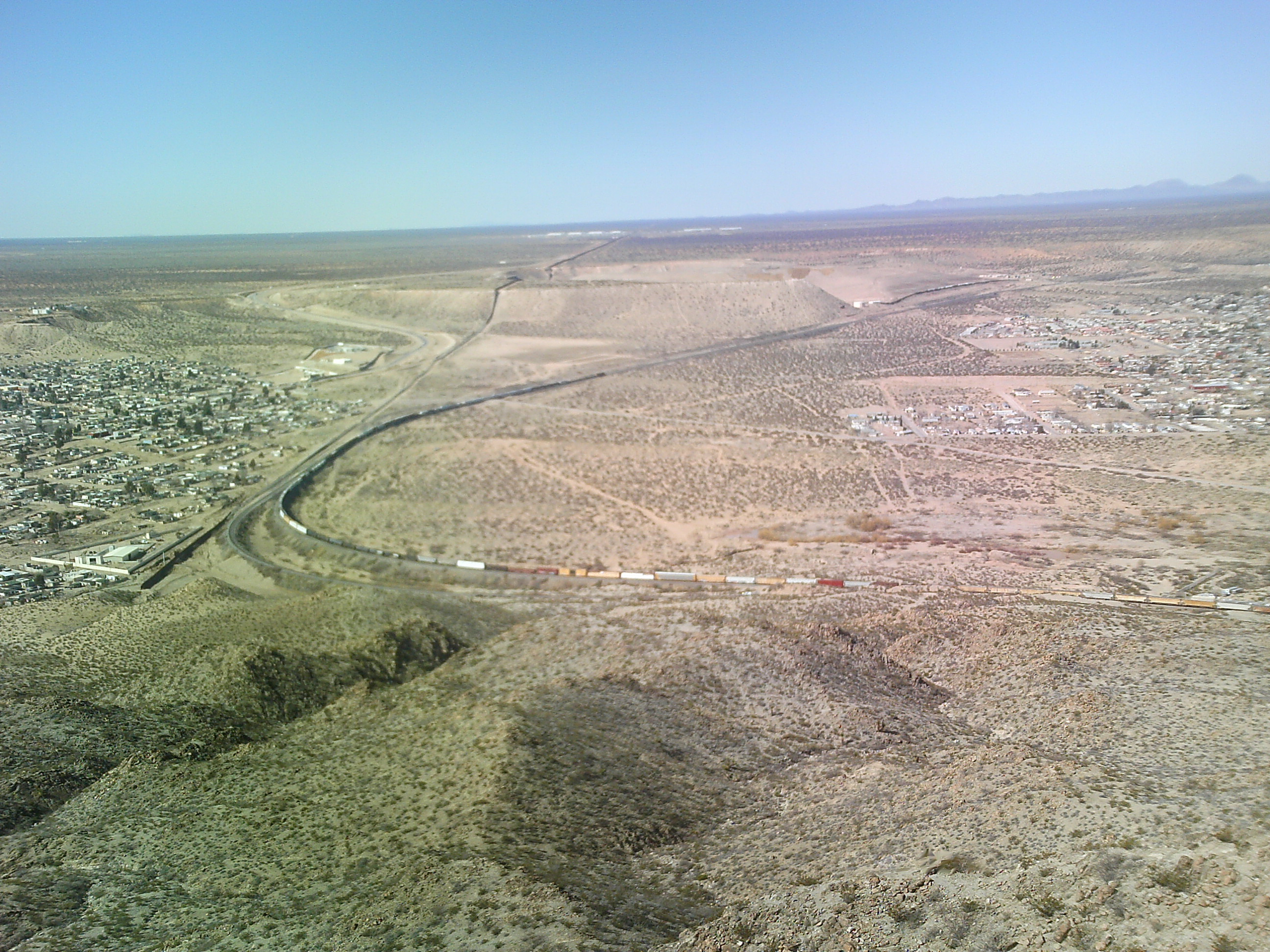
السياج الحدودي في ولاية نيو مكسيكو - غرب إل باسو (تكساس)
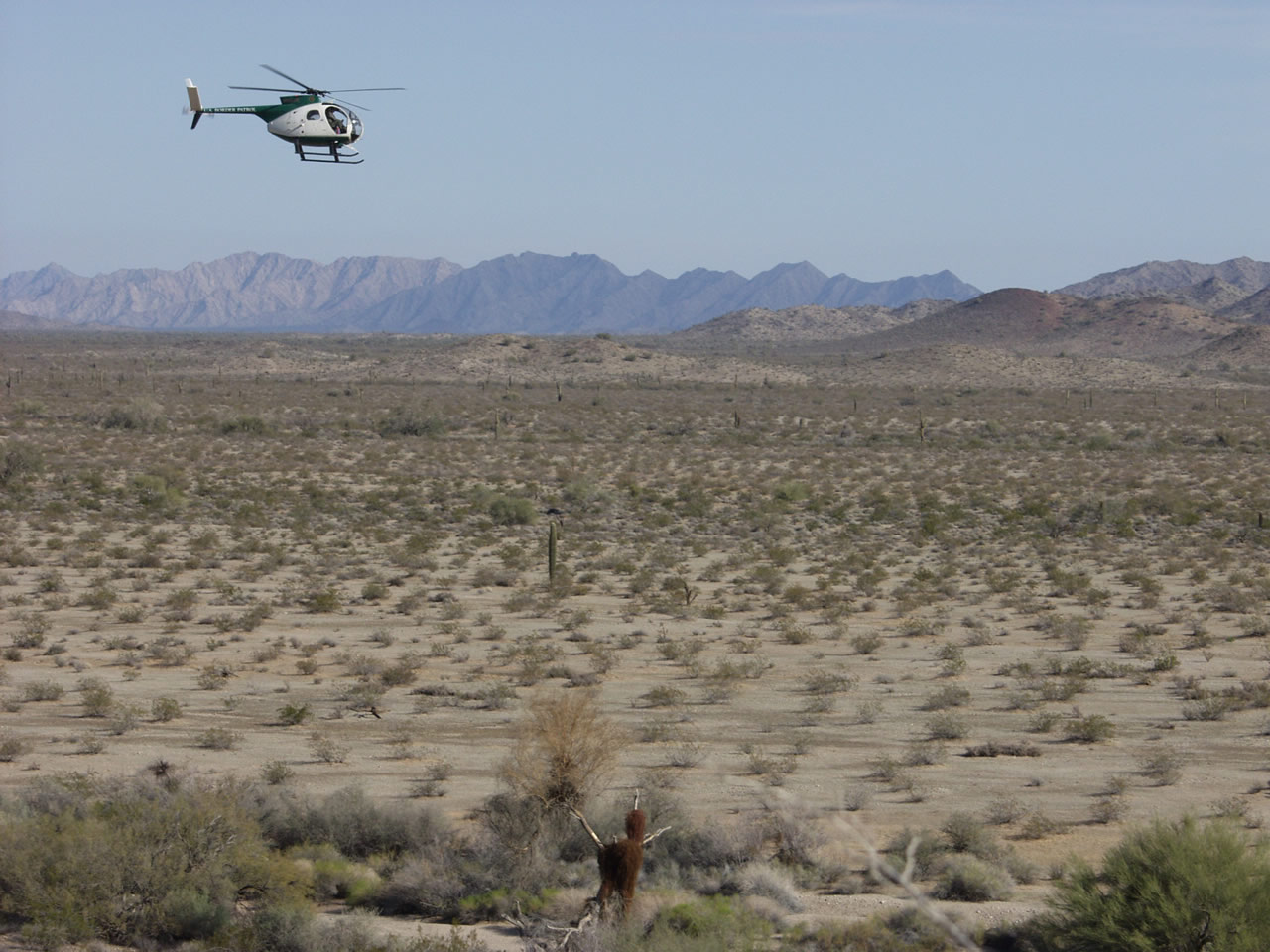
مروحية حرس الحدود أمريكية على طول طريق الشيطان، أريزونا - سونورا عام 2004
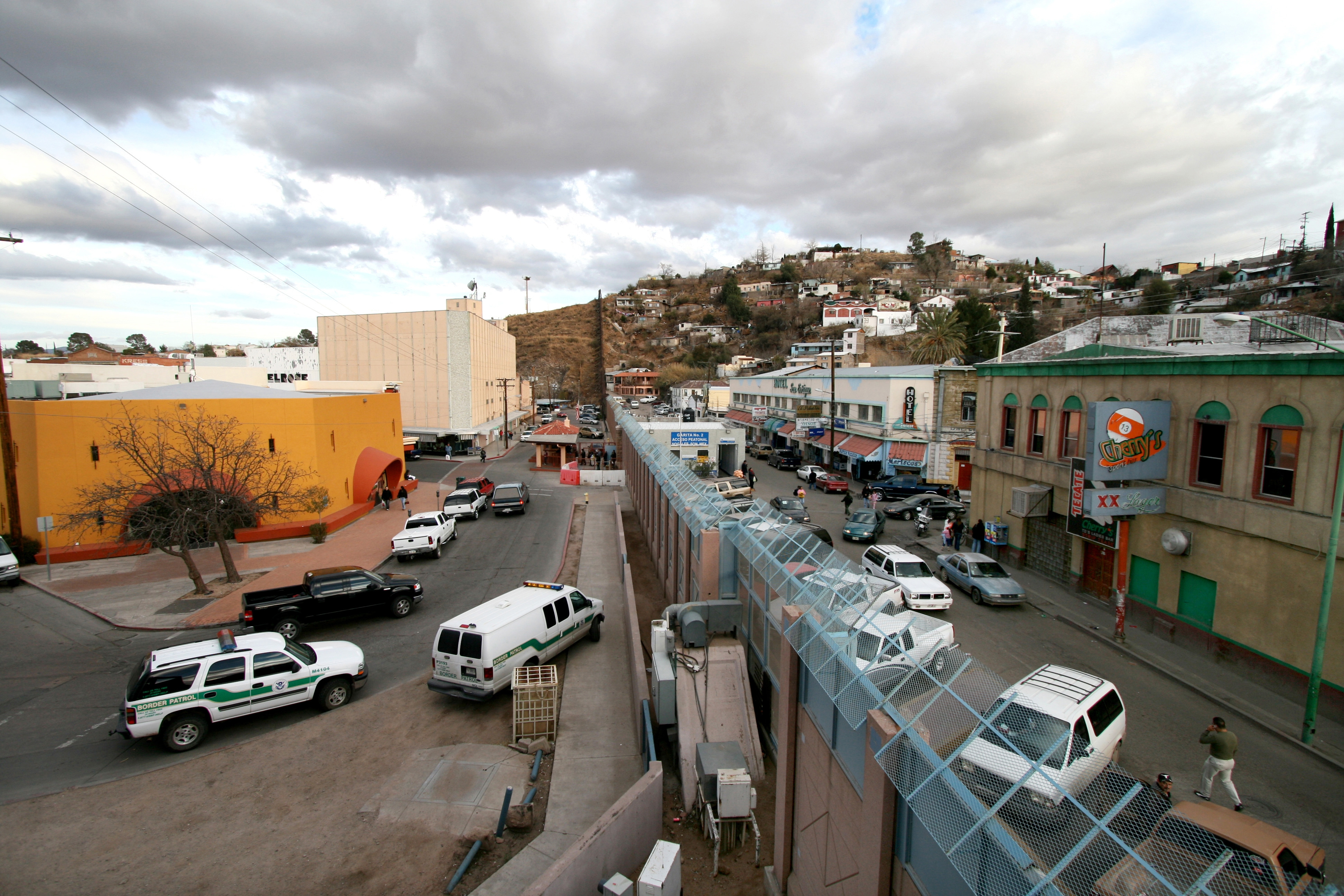
الحدود بين نوغاليس، أريزونا على اليسار ؛ ونوغاليس، سونورا على اليمين
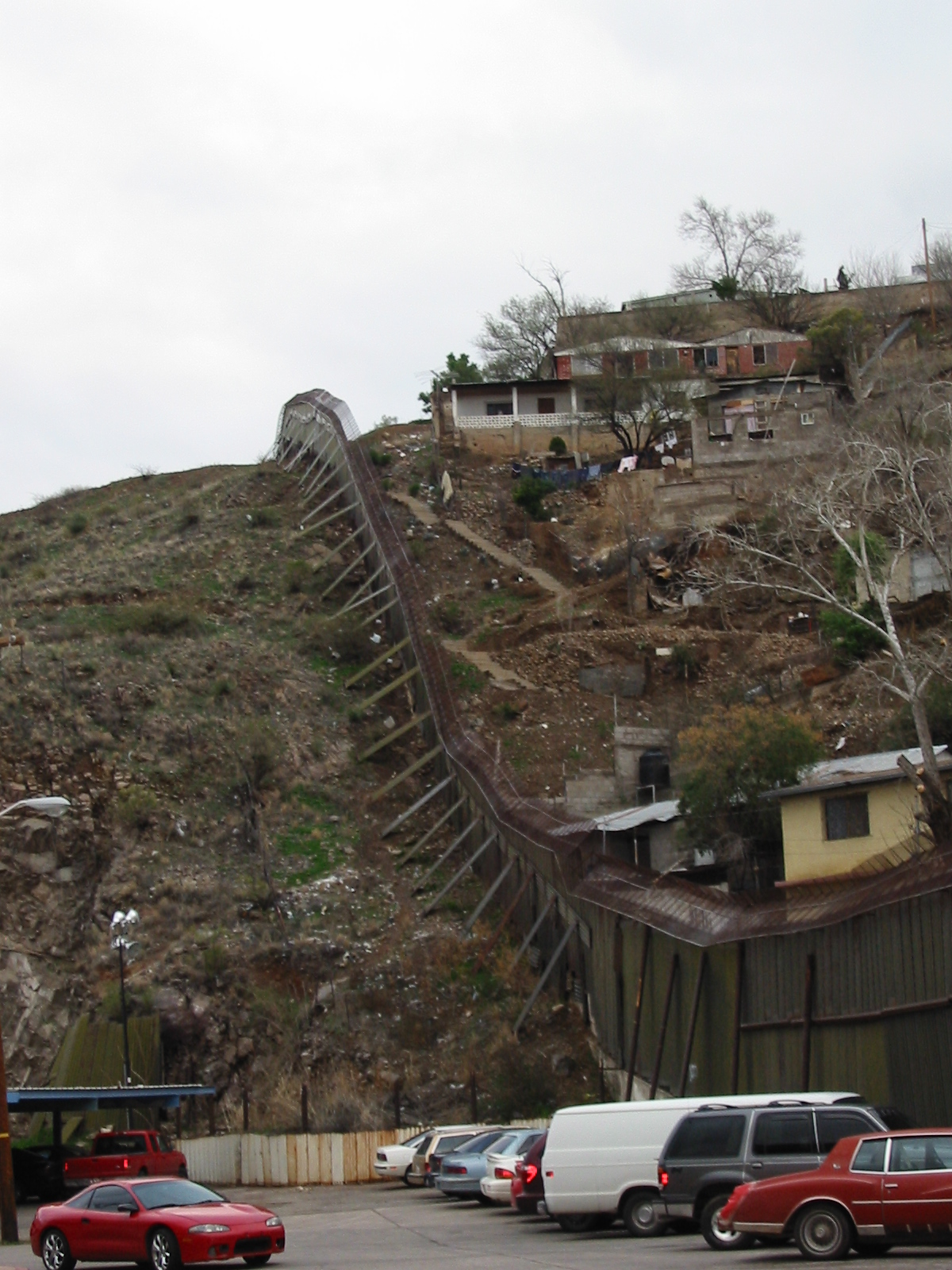
على اليسار نوغاليس، أريزونا ؛ على اليمين نوغاليس، سونورا
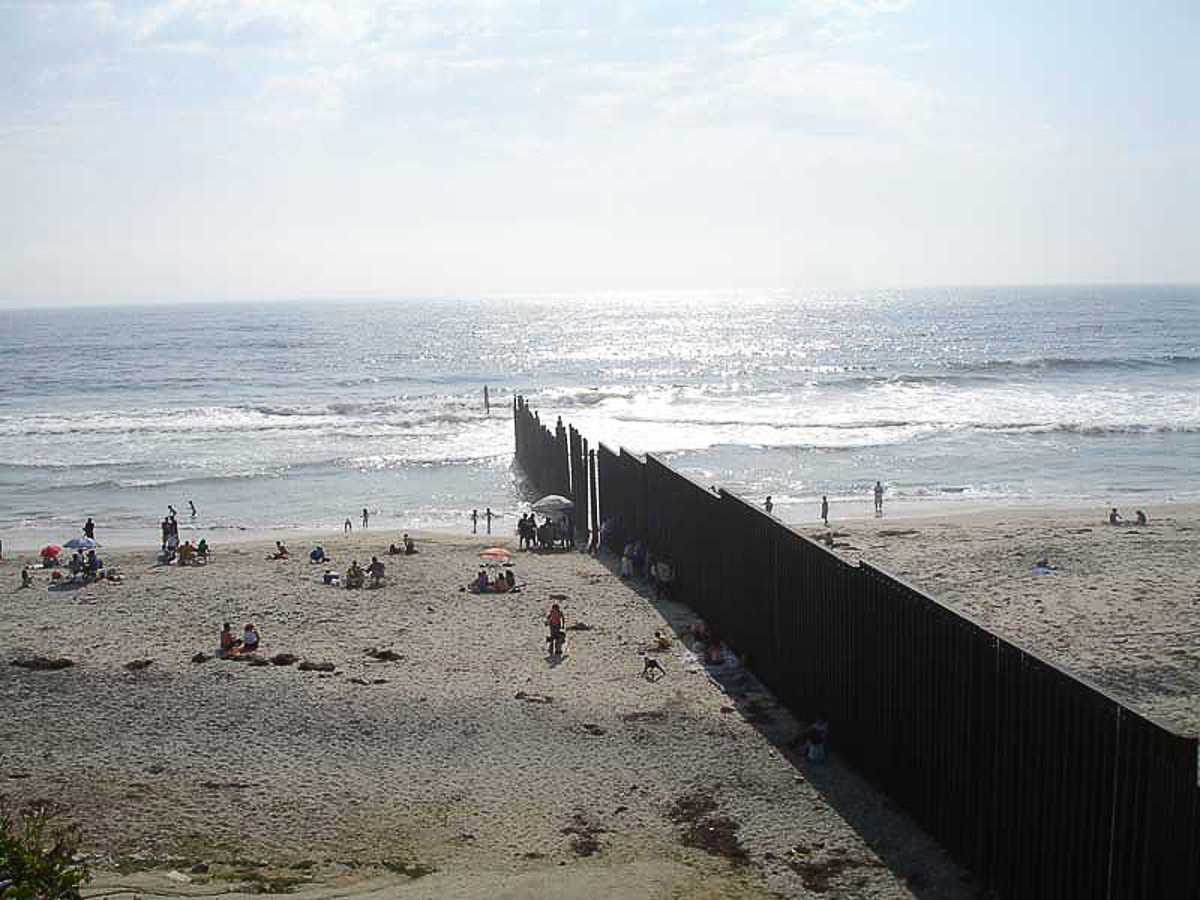
حدود على الشاطئ في تيخوانا في عام 2006
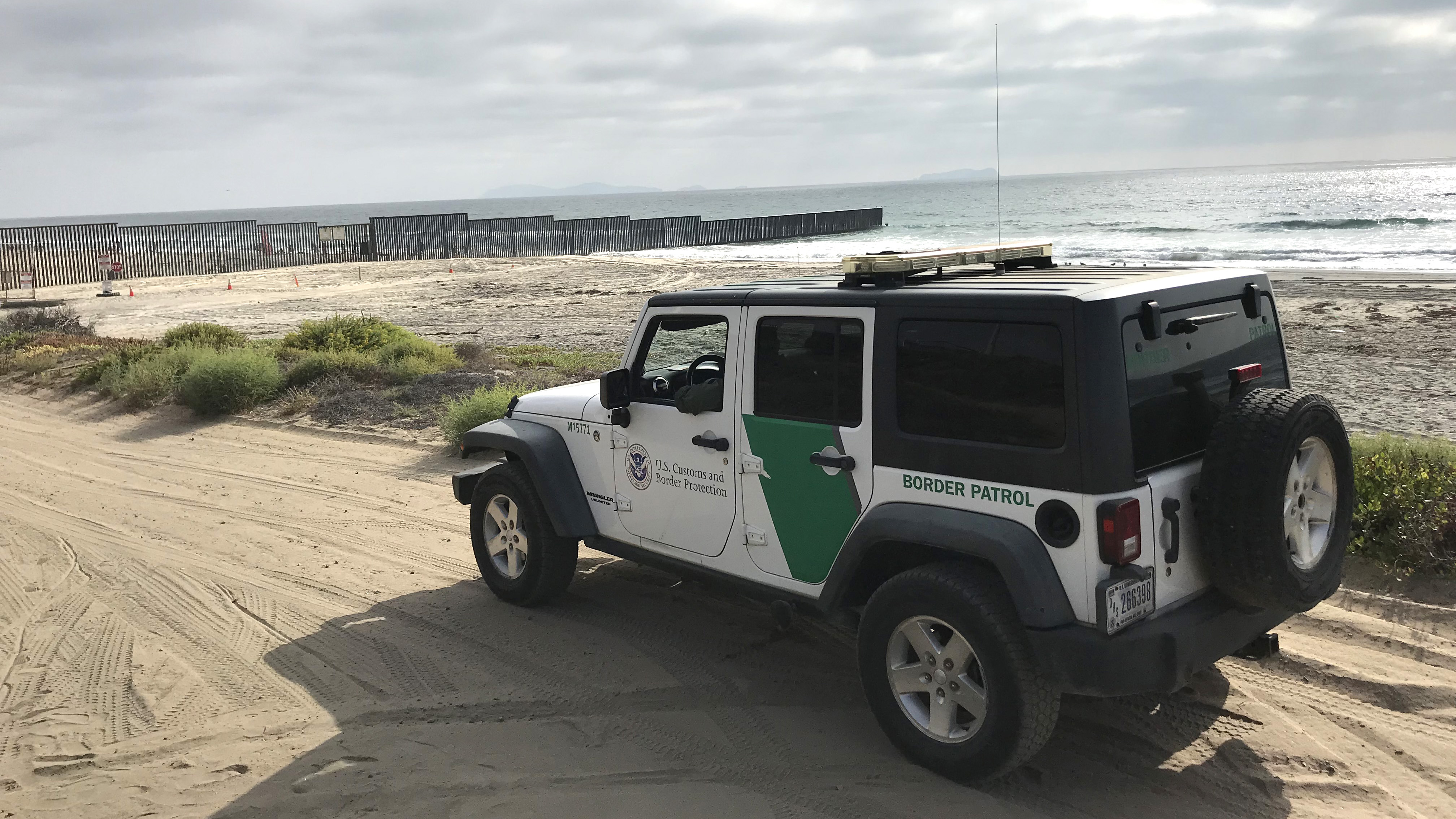
سيارة دورية الحدود بالقرب من المكسيك-الولايات المتحدة
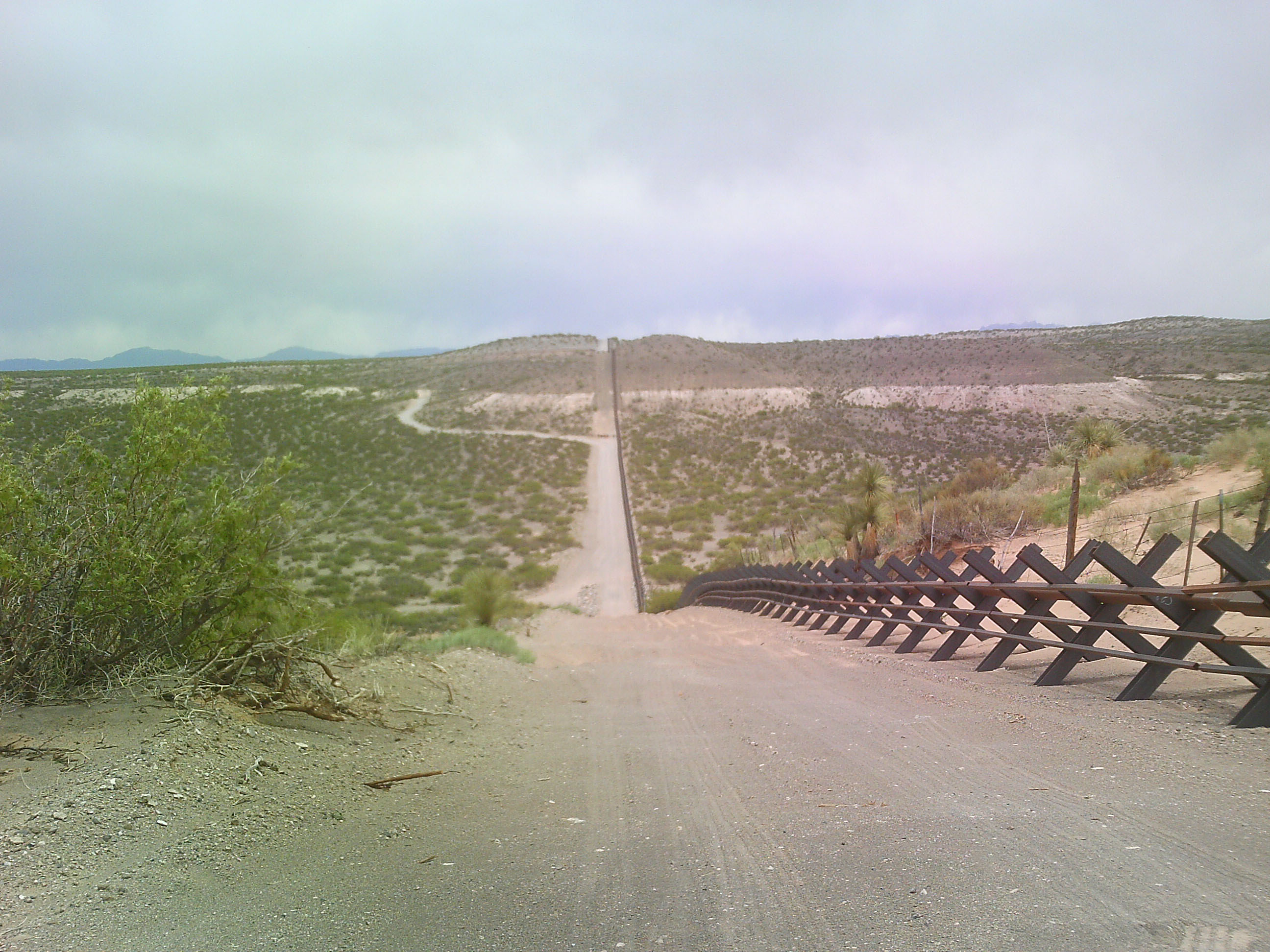
حاجز حدودي لمنع السيارات في صحراء نيو مكسيكو

## التاريخ
في منتصف القرن السادس عشر وبعد اكتشاف الفضة، بدأ المستوطنون من مختلف البلدان والخلفيات في القدوم إلى المنطقة. كانت المنطقة جزءًا من إسبانيا الجديدة ولكن نظرًا لنقص السكان وتعدد المواطنين فيها، لم تكن تنتمي لأي بلد. استمرت هذه الفترة حتى أوائل القرن التاسع عشر حيث اشترت الولايات المتحدة الأراضي المعروفة باسم «صفقة لويزيانا» من فرنسا وبدأت في التوسع بشكل ثابت (عسكريًا) غربًا في سعيها إلى تحقيق القدر المتجلي.
بعد شراء لويزيانا عام 1803، لم يتم تحديد الحدود بين الولايات المتحدة وإسبانيا الجديدة بشكل واضح. أُنشئت معاهدة آدمز-أونيس لعام 1819 بين الولايات المتحدة وإسبانيا حيث تنازلت إسبانيا ماتبقى من إقليم لويزيانا عند مصب المسيسيبي إلى الولايات المتحدة حصلت المكسيك على استقلالها من إسبانيا بعد أكثر من ستة أشهر بقليل، لكن الحدود أعيد تأكيدها في معاهدة الحدود لعام 1828.

## الأمن

### خلفية

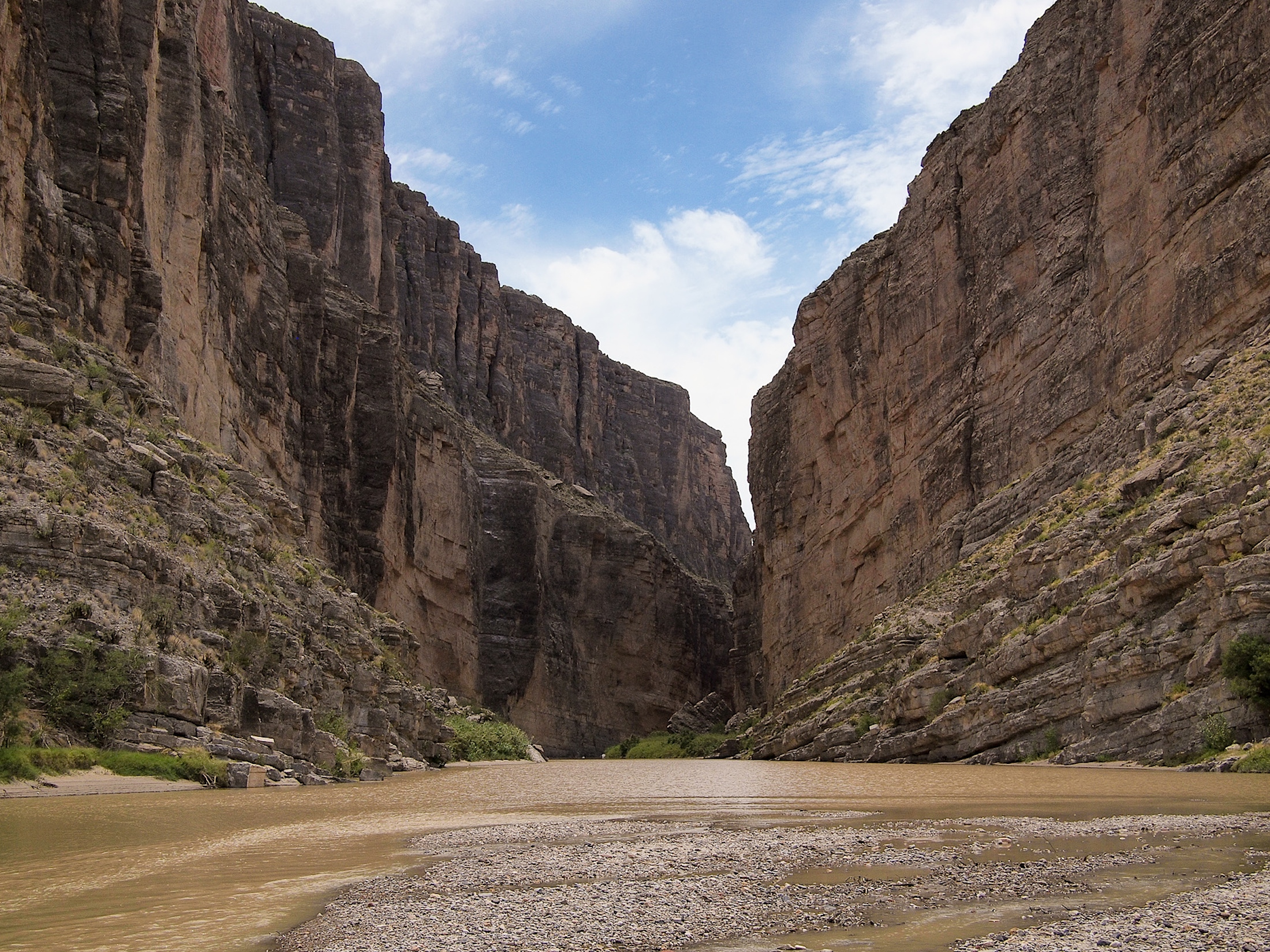
منتزه بيغ بيند الوطني الواقع على الحدود.

تُظهر البيانات المأخوذة من التقرير السنوي لوكالة دوريات الحدود الأمريكية لعام 2010، أن 90% من إجمالي المعابر الحدودية من دول مختلفة إلى الولايات المتحدة والتي لا توفر وثائق كانت من المكسيك وحدها. بالإضافة إلى ذلك، يوجد أكثر من 6 ملايين مواطن مكسيكي غير مسجلين يقيمون في الولايات المتحدة. ويعد معدل عبور المهاجرين الموثقين وغير الموثقين الحدود سنويًا مرتفع للغاية. استثمرت البلاد في العديد من الإجراءات الأمنية المتميزة، بسبب ارتفاع معدل الأشخاص الذين يعبرون سنويًا إلى الولايات المتحدة.
في عام 2010، وقع الرئيس باراك أوباما مشروع قانون الاعتمادات المالية الذي منح هيئة الجمارك وحماية الحدود، وتحديدًا دوريات الحدود، 600 مليون دولار لتطبيق وتحسين الأمن. استثمرت الحكومة الأمريكية عدة ملايين من الدولارات في أمن الحدود، رغم أن ذلك لم يوقف الهجرة غير الشرعية في الولايات المتحدة. في يونيو 2018، أعلنت الحكومة الأمريكية عن تركيب نظام التعرف على الوجه لرصد أنشطة المهاجرين.

## سياسات المنطقة الحدودية
وفقًا لاتفاقية لاباز، تمتد «المنطقة الحدودية» الرسمية 100 كيلومتر (62 ميل) «على جانبي الحدود الداخلية والبحرية» من خليج المكسيك غربًا إلى المحيط الهادئ. توجد أيضًا منطقة حدودية بطول 100 ميل.

### مبادرة الحدود الآمنة

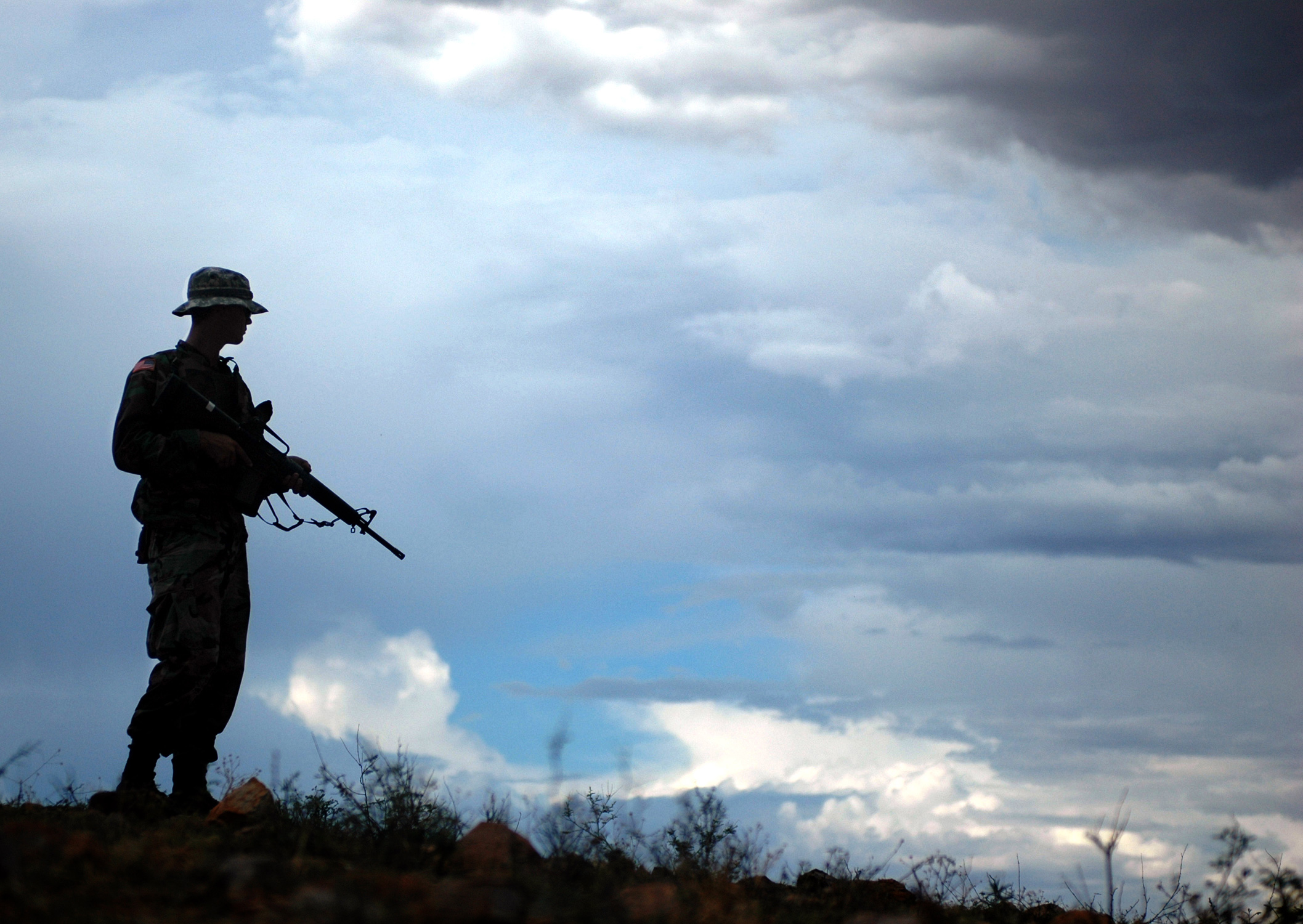
عضو بالحرس الوطني بالجيش الأمريكي يعمل مع دوريات الحدود الأمريكية لدعم عملية جامب ستارت، أريزونا، يوليو 2006.

وضعت خطة إستراتيجية وطنية لدوريات الحدود لأول مرة في عام 1994؛ ثم حدثت في عامي 2004 و2012. في عام 2004، ركزت الاستراتيجية المحدثة على هياكل القيادة، والاستخبارات، والمراقبة وإنفاذ ونشر عناصر دوريات الحدود الأمريكية للاستجابة بشكل أفضل للتهديدات على الحدود. أدى التخطيط الاستراتيجي إلى تطوير سياسة أوسع لوزارة الأمن الداخلي التي أدت إلى مبادرة الحدود الآمنة (إس بي آي) في عام 2005 لتأمين حدود الولايات المتحدة والحد من الهجرة غير الشرعية. تناولت العناصر الرئيسية للهيئة الفرعية للتنفيذ الشواغل المتعلقة بالتوظيف، والقدرة على الترحيل، والمراقبة والبنية التحتية التكتيكية والإنفاذ الداخلي. بالإضافة إلى عنصر إضافي هو «إنفاذ العواقب الكبيرة»، والذي لم يكن موضوع وثيقة رسمية للسياسة العامة. تاريخيًا، كان هناك بدل للعودة الطوعية للأفراد الذين يقبض عملاء دوريات الحدود عليهم على الحدود. وقد اقتصرت عمليات العودة الطوعية، بعد اجتماع الهيئة الفرعية للتنفيذ عام 2005، على ثلاث «نتائج ذات عواقب كبيرة».
كانت إحدى «النتائج ذات العواقب الكبيرة» هي الترحيل الرسمي، الذي يعني أن الفرد سيعتبر غير مؤهل للحصول على تأشيرة لمدة خمس سنوات على الأقل وسيخضع لتهم جنائية إذا قبض عليه وهو يدخل مرة أخرى بشكل غير قانوني. يسمح قانون الهجرة والجنسية بإبعاد الأجانب رسميًا عن طريق «إجراءات قضائية محدودة» تُعرف بالترحيل المعجل. توسعت وزارة الأمن الداخلي بين عامي 2002 و2006، وسرعان ما رحل «بعض الأجانب الذين دخلوا في خلال الأسبوعين السابقين وقبض عليهم على بعد 100 ميل (161 كم) من الحدود».

## البيئة

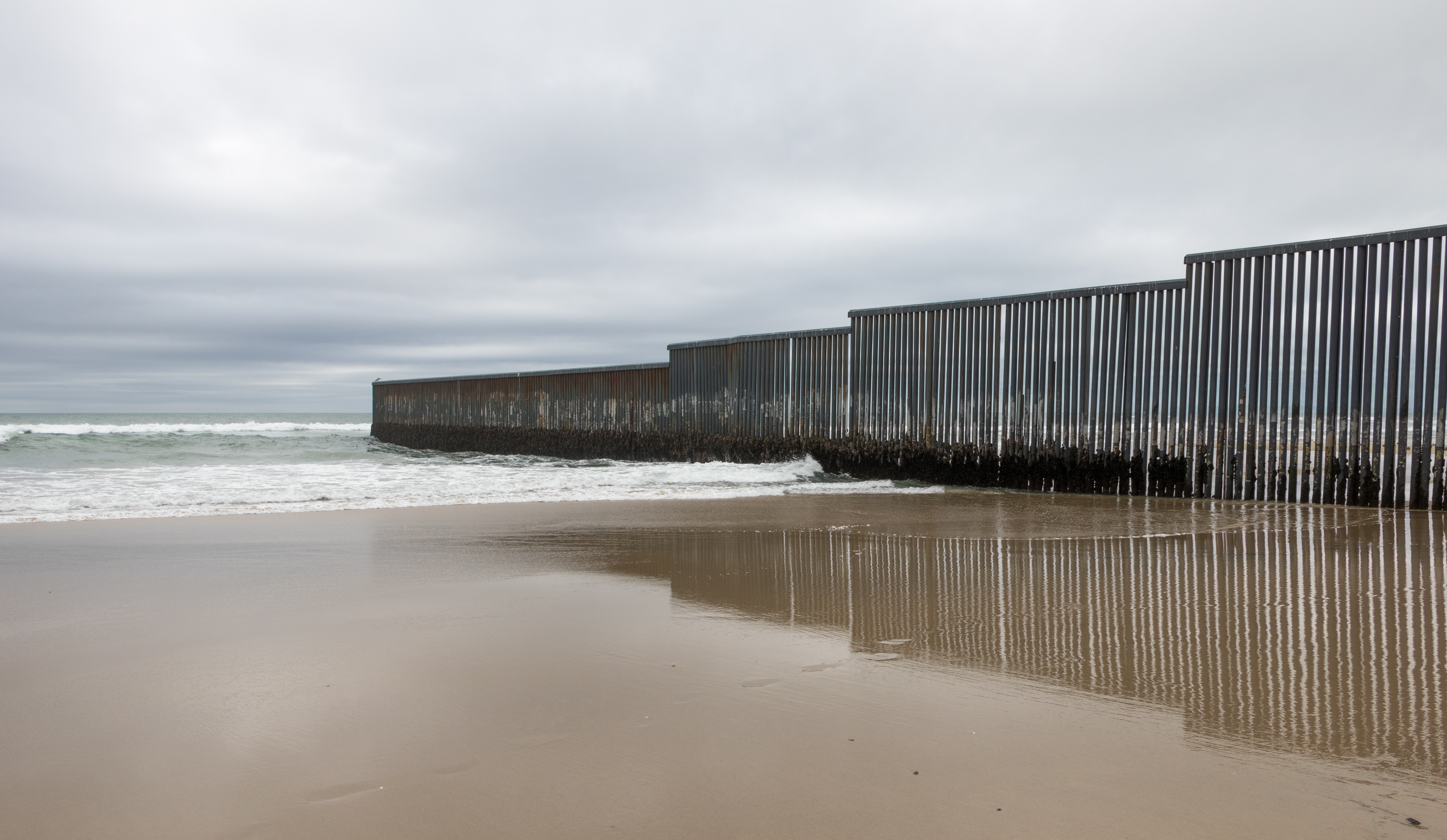
الجدار الحدودي بين المكسيك والولايات المتحدة في تيخوانا، المكسيك.

وقع على اتفاقية التعاون لحماية وتحسين البيئة في المنطقة الحدودية، المعروفة باسم اتفاقية لاباز، لتصبح قانونًا في 14 أغسطس 1983، وتدخل حيز التنفيذ في 16 فبراير 1984. تعد اتفاقية حماية البيئة هذه أساسًا سياسيًا بين الولايات المتحدة والمكسيك لأربعة برامج لاحقة. عالجت البرامج الدمار البيئي في المنطقة الحدودية الناتج عن صعود صناعات ماكيلادورا، والمهاجرين إلى شمال المكسيك للعمل في الصناعات، ونقص البنية التحتية لاستيعاب الناس، واللوائح التنظيمية المتراخية في المكسيك المتعلقة بكل هذه العوامل، والامتداد الناتج إلى الولايات المتحدة، والاتجاهات الأمريكية المدمرة بيئيًا. كانت البرامج: آي بي إي بّي (1992)، وبوردر XXI (1996)، وبوردر 2003 (2012) وبوردر2020 (2012).
وافق الكونغرس في عام 2006، في أثناء رئاسة جورج دبليو بوش، على قانون السياج الآمن الذي سمح لوزارة الأمن الداخلي بإقامة سياج حدودي على طول حدود الولايات المتحدة والمكسيك. ووافق الكونغرس على قانون مختلف يسمى قانون الهوية الحقيقية والذي أعطى وزارة الأمن الداخلي الموافقة على بناء الجدار دون مراعاة القضايا البيئية والقانونية المتعلقة بالجدار. أصر كونغرس الولايات المتحدة على أن القانون أقر من أجل الأمن القومي للولايات المتحدة.

## طلاب عابرون للحدود

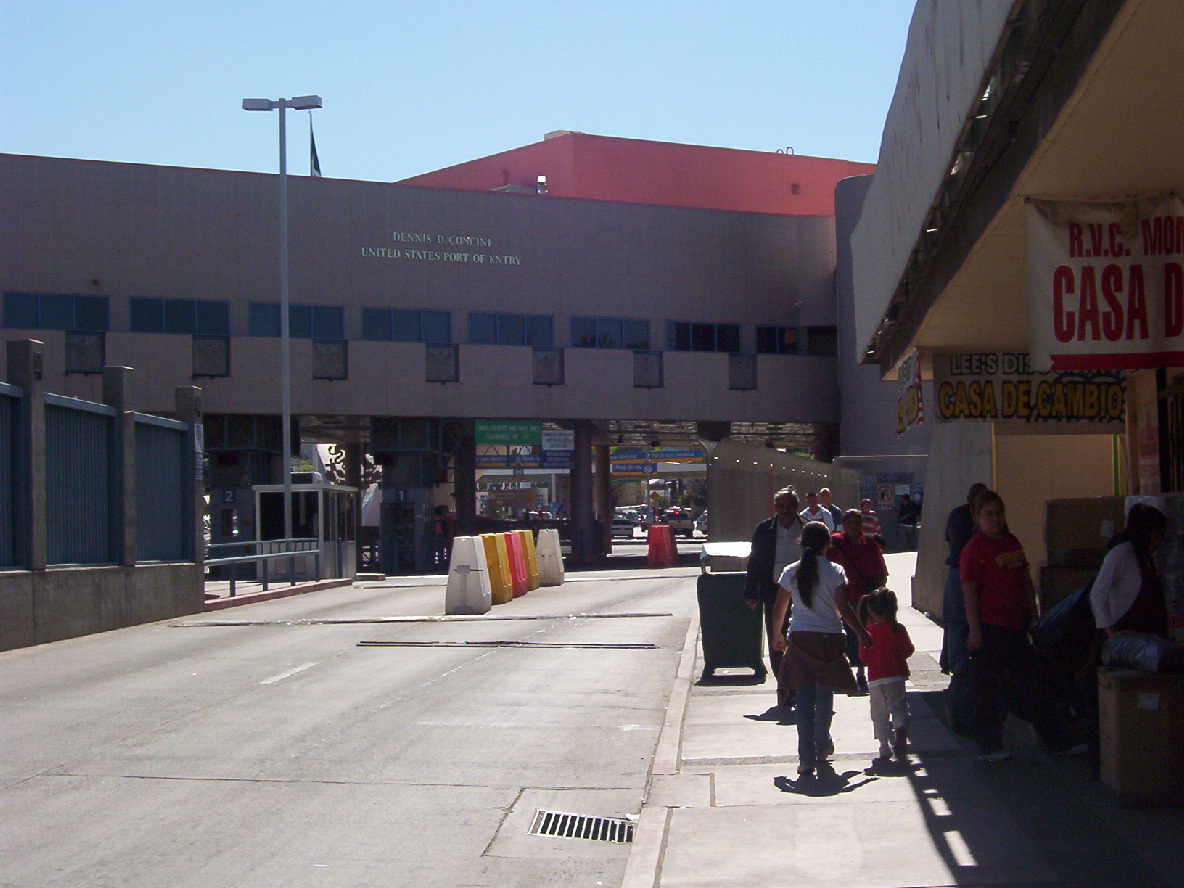
مدخل المكسيك في نوغاليس، أريزونا (الولايات المتحدة الأمريكية).

يوجد في العديد من المدارس بالقرب من الحدود في أمريكا طلاب يعيشون في الجانب المكسيكي من الحدود. يعد هؤلاء الطلاب «طلاب عابرون للحدود»، لأنهم يعيشون في المكسيك لكنهم مسجلون في نظام التعليم بالولايات المتحدة. يعبر الآلاف من طلاب المدارس الابتدائية والثانوية الحدود المكسيكية الأمريكية. ويعرف أنهم يستيقظون في الساعات الأولى من الصباح ليشقوا طريقهم إلى الحدود، حيث ينتظرون في طوابير طويلة للعبور إلى الولايات المتحدة. بعد عبور الحدود، يجد الطلاب وسيلة توصيل إلى المدرسة. يأتي العديد من الطلاب إلى أمريكا للحصول على هذه الفرصة، لأنها تتمتع بنظام تعليمي أكثر تطورًا وتنظيمًا. ويملك الطلاب الذين يذهبون إلى المدرسة في أمريكا فرصة أفضل للوصول إلى التعليم العالي في الولايات المتحدة. ينتهي التعليم الإلزامي، في أجزاء كثيرة من المكسيك، في سن السادسة عشرة. يعتبر العديد من الطلاب العابرين للحدود مواطنون أمريكيون بحكم محل الميلاد. ويملك الطلاب المولودون في أمريكا الحق في التعليم الأمريكي، حتى لو لم يعيشوا في الولايات المتحدة. يكون العيش في المكسيك أرخص بكثير في بعض الأماكن مثل حدود سان دييغو وتيخوانا. تتميز سان دييغو بتكلفة معيشية مرتفعة وواحد من أعلى معدلات تشرد الطلاب في الدولة، لذا تنتقل العديد من العائلات إلى تيخوانا لأنها أقل تكلفة لتربية أسرة.
ولمنع الأطفال المكسيكيين من القدوم بشكل غير قانوني إلى أمريكا من أجل التعليم، تطلب بعض المدارس الحدودية في المدينة وثائق رسمية (فواتير وبريد وغيرها) من الطلاب. لضمان أن الطلاب الذين يحق لهم الحصول على تعليم في الولايات المتحدة فقط هم من يتلقون تعليمًا.
قضت محكمة في براونزفيل، وهي مدينة تقع على الحدود الجنوبية لتكساس، بأن المناطق التعليمية لا يمكنها حرمان الطلاب من التعليم إذا امتلكوا الأوراق المناسبة. يستخدم العديد من الطلاب العابرين للحدود الذين يعيشون في هذه المناطق عناوين أفراد من العائلة الكبيرة لإثبات إقامتهم تلبيةً لهذه المتطلبات. تزايدت التساؤلات حول شرعية إقامة الطلاب منذ تولي إدارة ترامب السلطة في عام 2017، ما زاد من خطورة عبور الحدود من أجل التعليم.
يثير هؤلاء الطلاب العابرون للحدود أيضًا تساؤلات حول الحصول على الرعاية الصحية، فمن المعروف أن معظم الطلاب المكسيكيين الذين يدرسون في جامعة في الولايات المتحدة ولديهم أيضًا عائلة خلف الحدود يستخدمون نظام الرعاية الصحية المكسيكي بدلًا من النظام الصحي للولايات المتحدة أو المصادر جامعية. درست الحالة المعاكسة أيضًا، بهدف معرفة ما إذا كان الطلاب والمواطنون الأمريكيون يستعينون بمصادر خارجية للرعاية الطبية من المستشفيات المكسيكية؛ ولكن خلص إلى أن استخدام «الرعاية الصحية عبر الحدود يتضاءل بشكل كبير مع اكتساب اللغة الإنجليزية.»